# أندرسون بيترز
أندرسون بيترز هو رامي الرمح ‏ غرينادي، ولد في 21 أكتوبر 1997 في أبرشية سانت أندرو في غرينادا.

## وصلات خارجية
- أندرسون بيترز على موقع الاتحاد الدولي لألعاب القوى (الإنجليزية)
- أندرسون بيترز على موقع TFRRS.org (الإنجليزية)
- أندرسون بيترز على موقع أوليمبيديا (الإنجليزية)